# 성왕 (백제)
성왕(聖王, 504년? ~ 554년 음력 7월 혹은 음력 12월, 재위: 523년 음력 5월 ~ 554년 음력 7월 혹은 음력 12월)은 백제의 제26대 국왕이며, 삼국유사에는 휘가 명농(明穠), 양서에는 명(明)으로 기록되었다. 무령왕의 아들로 과격하고 식견이 있었다. 《일본서기》와 신찬성씨록에는 성명왕(聖明王)이라고 기록되어 있다. '성왕'(聖王)은 '전륜성왕(轉輪聖王)'을 줄인 이름으로, 성왕은 불가의 전륜성왕을 자처하였다. 왜에 불상과 불경을 전해주었고, 겸익(謙益)이 인도에서 불경 등을 가지고 돌아오자 이를 번역하게 하는 등 교단 정비에 노력하였다. 또한, 공장(工匠)과 화사(畵師)로 하여금 사찰을 건립하고 불상을 제작하게 하였다.

## 생애
백제 25대 무령왕 사마와 그의 후궁 대부인의 아들로 태어났으며 이름은 명농이다. 삼국사기와 삼국유사에는 그의 어머니에 대한 기록이 없다. 이복 형제로 순타태자와 사아군이 있다. 삼국사기에는 그가 무령왕의 장남, 차남이 아닌 무령왕의 아들로만 기록되어 있어, 무령왕의 장남, 차남이 아니며 무령왕의 여러 아들 중 1명이 확실하나 무령왕의 몇번째 아들인가는 알 수 없다. 그의 생년월일은 삼국사기, 삼국유사, 일본서기, 신찬성씨록에 등장하지 않지만, 일본서기 케이타이 14년조에 의하면 이때 성왕의 장남 위덕왕 창의 나이가 29세였다는 언급이 실려있다.
523년 음력 5월에 무령왕에 이어 즉위하였으며 그해 음력 8월 패수에 침입한 고구려군을 장군 지충으로 하여금 막아내었다. 한편 《일본서기》에 의하면, 성왕(聖王)이 즉위한 때는 524년 정월로 기록되어 있다. 524년 양나라 고조(高祖)와 국교를 강화하여 양(梁) 고조로부터 "지절도독 백제제군사 수동장군 백제왕(持節都督 百濟諸軍事 綏東將軍 百濟王)"에 책봉되었다. 525년 음력 2월, 신라와 사신을 교환하여 수교하는 한편, 526년 음력 10월 웅진성을 수리하였으며 남조와 연대하고, 왜와 제휴를 꾀하여 고구려에 투쟁하는 노선을 다져나갔다.
529년 음력 10월, 고구려의 안장왕이 군사를 거느리고 북쪽 변경을 침입하여 혈성이 함락되었다. 성왕은 좌평 연모에게 명하여 보병과 기병 3만을 이끌고 싸우게 했지만 오곡원 전투에서 패하여 2천여 명이나 되는 병사들이 전사하는 등 . 큰 피해를 입었다. 이후 신라의 도움을 받아 고구려에 대항하였으며, 534년 3월에 사신을 보내 양 (남조)(梁)에 조공하였다. 그 해 여름 4월 정묘에 형혹(熒惑; 화성)이 남두(南斗, 남두육성 ; 궁수자리의 일부)를 침범하였다.
538년 봄에 수도를 웅진에서 "사비"로 옮기고, 국호를 남부여로 개칭하였다. 540년 9월에 왕은 장군 연회에게 명령하여 고구려의 우산성을 공격하게 하였으나 패배하였다. 541년에 왕이 사신을 양 (남조)(梁)에 보내 조공하고, 아울러 표를 올려 모시박사(毛詩博士)와 열반(涅槃) 등의 경의(經義; 경서) 및 공장(工匠)과 화사(畵師) 등을 청하여 양(梁)나라의 명을 받았다. 548년 정월에 고구려 양원왕이 예(濊)와 모의하여 한강 북쪽의 독산성을 공격해오자 성왕은 신라에 사신을 보내 구원을 요청하였다. 신라 진흥왕은 장군 주진(朱珍)에게 명하여 갑옷 입은 군사 3천 명을 거느리고 떠나게 하였다. 주진이 밤낮으로 길을 가서 독산성 아래에 이르러 고구려 군사와 한 번 싸워 크게 격파하였다. 549년 10월에 성왕은 양(梁)나라의 건강(建康)에 후경(侯景, ? ~ 552년, 양의 장군)의 난이 있었음을 알지 못하고 사신을 보내 조공하였다. 사신이 이르러 이미 황폐하고 허물어진 성과 대궐을 보고 단문(端門) 밖에서 소리 내 우니, 길을 가던 사람들이 보고 눈물을 흘리지 않는 자가 없었다. 후경은 이를 듣고 크게 노하여 사신 일행을 모두 잡아 가두어 버렸다. 그 후 후경의 난이 평정되고 그들은 비로소 환국할 수 있었다. 불교를 진흥했으며 남조와 활발하게 교류하여 왜에 불교를 전파하기도 했다. 550년 정월에 왕은 장군 달기(達己)를 보내 군사 1만 명을 거느리고 고구려 도살성(道薩城)을 공격하여 빼앗았다. 3월에 고구려 군사가 금현성(金峴城)을 포위하였다. 고구려의 내정이 불안한 틈을 타서, 동맹을 맺은 신라와 백제는 고구려의 한강 상류 유역을 공격하여 점령하였다.(551년) 신라는 10개의 군을 얻고 백제는 6개의 군을 얻었다. 신라 진흥왕은 함경남도, 함경북도까지 진출하여 순수비를 세우며 세를 넓혀갔지만, 고구려는 돌궐과의 전쟁으로 신라의 영토 확장에 대응할 수가 없었다. 이때 백제는 신라에게 고구려 평양성 협공을 제의하였고, 고구려는 경기도, 황해도, 한반도 북서부 등 진흥왕이 새로 개척한 땅을 신라의 영토로 인정하는 대신, 수도 평양성으로 진군하지 말 것을 제의하였다. 진흥왕은 백제의 제의를 거절하고 고구려의 제의를 받아들였다. 신라는 경기도, 황해도, 한반도 북서부로 영토를 확장하고 진군하기 시작했다. 그러나 백제가 화해를 원하므로 진군을 멈추었다. 553년 음력 7월, 백제는 고구려로부터 회복한 한강 유역의 대부분을 신라에 빼앗기고, 신라에 포위되었다. 음력 10월에 왕녀를 신라의 진흥왕에게 시집보냈다.
554년 왜, 가야에서 병사를 모으는 한편, 아들인 창(昌)과 함께 세 나라의 군사를 동원하여 신라 공격에 나섰다. 하지만 관산성(현, 충청북도 옥천군 군서면 은행리 말동산 서남쪽)에서 신라의 고간도도(高干都刀)에게 사로잡혀 살해당하였다. 일본서기에 의하면 그는 신라군에 포위당한 아들 창(후일의 위덕왕)을 구하려다가 전사했다 한다. 관산성 전투와 성왕의 사망 시점은 이견이 있어 《삼국사기》와 《삼국유사》에는 554년 음력 7월이라 하나, 《일본서기》에는 554년 음력 12월 9일에 관산성 함락 이후 사망했다고 한다. 성왕의 능은 부여 왕릉원의 능산리 중하총으로 추정되며, 성왕의 모습을 본따 만들었다고 전해지는 구세관음상이 전해지며, 이를 바탕으로 한국사 전은 성왕의 키를 178.8cm로 추정했다.

## 사망에 대한 이견
《삼국사기》와 《일본서기》에 기록된 성왕의 사망 년도는 554년 7월이다. 정상적인 죽음을 맞이하지 못하고 신라와 전쟁을 벌이다 전사한 것은 현존하는 기록들 모두가 증언하고 있지만, 세부 사항에 대해서는 한국과 일본의 기록이 모두 다른 의견을 말하고 있다.

### 군병을 몸소 이끌던 중에 사망 고려국 기록
《삼국사기》에 따르면, 본기(백제)에서는 "32년(554년) 가을 7월에 왕은 신라를 습격하고자 하여 친히 보병과 기병 50명을 거느리고 밤에 구천(狗川, 현재의 옥천)에 이르렀다. 신라의 복병(伏兵)이 일어나자 더불어 싸웠으나 난병(亂《삼국사기》와 《일본서기》兵)에게 해침을 당하여 죽었다."고 하고 본기(신라)에서는 "명농이 가량(加良)과 함께 관산성(管山城, 대한민국 옥천 일대)을 공격해 왔다. 군주(軍主)였던 각간 우덕(于德)과 이찬 탐지(耽知) 등이 맞서 싸웠으나 전세가 불리하였다. 신주군주(新州軍主) 김무력이 주병을 이끌고 나아가 교전함에, 비장(裨將)인 삼년산군(三年山郡)의 고간도도(高于都刀)가 백제왕(곧, 聖王)을 급히 쳐서 죽였다. 이에 모든 군사가 승세를 타고 크게 이겨, 좌평 네 명과 군사 2만 9천6백 명의 목을 베었고 단 한 마리의 말도 살아 돌아가지 못했다." 고 기록되어 있다. 즉, 성왕(聖王)이 한강을 빼앗긴 것을 분하게 여겨 성왕이 밤에 몰래 신라를 기습하려다 사망했다는 것이다.

### 전장에 왕자를 위로하러 가던 길에 사망 왜국 기록
일본서기에 보면 음력 12월 아들인 창(昌)이 신라로 쳐들어가 구타모라(久陀牟羅)에 요새를 쌓고 있었는데, 오랫동안 전장에서 침식도 잊고 지내던 아들을 안쓰럽게 여긴 성왕(聖王)은 이를 위로하러 관산성으로 향했다. 한편 성왕이 온다는 정보를 미리 입수한 신라군은 주요 도로를 차단하고 성왕에 대한 기습을 감행했고, 불과 50명밖에 데리고 있지 않았던 성왕은 신라의 고도(苦都)가 이끄는 군사에 사로잡혔다. 고도는 성왕에게 "왕의 목을 베게 해주시오."라고 청하고, 성왕은 "왕의 목을 천한 종의 손에 넘길 수 없다"며 거절했으나 고도는 "우리 국법에는 맹세한 것을 어긴 자는 왕이라 해도 종의 손에 죽소."라며 잘라 말했다. 이에 성왕은 "과인은 지금껏 뼈에 사무치는 고통을 안고 살아왔지만, 구차하게 살고 싶지는 않다."하며 죽음을 받아들였다.
이때 성왕의 목은 신라 왕궁 북청의 계단 밑에 묻혀 지나가는 사람들에게 밟히는 수모를 당하게 되었고, 나머지 몸은 백제로 반환되었다. 관산성은 지금의 충청북도 옥천에 있었으며, 지금 옥천군 군서면 월전리 9-3번지 부근은 성왕사절지(聖王死節地), 즉 성왕이 최후를 맞이한 곳으로 알려져 있다.

이에 대해 성왕이 데리고 갔던 군사가 불과 50명에 불과했다는 기록을 볼 때 《삼국사기》의 내용 그대로 인정할 수 없다는 지적이 있다. 관산성 전투 이후, 성왕은 전후 수습을 위해 측근들을 데리고 관산성으로 가다가 신라군의 매복에 걸려서 죽음을 맞이했다는 《일본서기(日本書紀)》의 기록이 사실에 가깝다는 것이다.

## 왜와의 외교
성왕 때 백제는 왜에 불교를 전파했다. 그리고 석가불금동상 1구, 번개(幡蓋) 약간, 경론 약간권을 딸려서 달솔 노리사치계 등을 일본에 파견하였다. 이 번개는 그 장엄함이 기록되지 않았으나 《일본서기》에 기록될 정도이므로 보통이 아니었음을 알 수 있다. 552년에는 사원 건설을 위해 학자와 기술자들을 비롯하여 의사나 음악가까지도 파견하였다. 이렇듯 성왕은 왜에 불교를 전파했을 뿐 아니라, 의박사 · 역박사 등의 전문가와 기술자들을 교대로 파견하여 왜의 발전을 도와주었다.

## 가계
|  |  |               |               |               |               |               |               |  |  |  |  |  |  |      |      |      |      |      |      |  |  |  |  |  |  | 무령왕 斯麻   |               |               |               |               |               |  |  |  |  |  |  |           |           |           |           |           |           |  |  |  |  |  |  |                                            |                                            |                                            |                                            |                                            |                                            |  |  |  |  |  |  |             |             |             |             |             |             |  |  |  |  |  |  |  |  |  |  |  |  |  |  |  |  |  |  |  |  |  |  |  |  |  |  |
|  |  |               |               |               |               |               |               |  |  |  |  |  |  |      |      |      |      |      |      |  |  |  |  |  |  |               |               |               |               |               |               |  |  |  |  |  |  |           |           |           |           |           |           |  |  |  |  |  |  |                                            |                                            |                                            |                                            |                                            |                                            |  |  |  |  |  |  |             |             |             |             |             |             |  |  |  |  |  |  |  |  |  |  |  |  |  |  |  |  |  |  |  |  |  |  |  |  |  |  |
|  |  |               |               |               |               |               |               |  |  |  |  |  |  |      |      |      |      |      |      |  |  |  |  |  |  | 성왕 明穠     |               |               |               |               |               |  |  |  |  |  |  |           |           |           |           |           |           |  |  |  |  |  |  |                                            |                                            |                                            |                                            |                                            |                                            |  |  |  |  |  |  |             |             |             |             |             |             |  |  |  |  |  |  |  |  |  |  |  |  |  |  |  |  |  |  |  |  |  |  |  |  |  |  |
|  |  |               |               |               |               |               |               |  |  |  |  |  |  |      |      |      |      |      |      |  |  |  |  |  |  |               |               |               |               |               |               |  |  |  |  |  |  |           |           |           |           |           |           |  |  |  |  |  |  |                                            |                                            |                                            |                                            |                                            |                                            |  |  |  |  |  |  |             |             |             |             |             |             |  |  |  |  |  |  |  |  |  |  |  |  |  |  |  |  |  |  |  |  |  |  |  |  |  |  |
|  |  |               |               |               |               |               |               |  |  |  |  |  |  |      |      |      |      |      |      |  |  |  |  |  |  |               |               |               |               |               |               |  |  |  |  |  |  |           |           |           |           |           |           |  |  |  |  |  |  |                                            |                                            |                                            |                                            |                                            |                                            |  |  |  |  |  |  |             |             |             |             |             |             |  |  |  |  |  |  |  |  |  |  |  |  |  |  |  |  |  |  |  |  |  |  |  |  |  |  |
|  |  |               |               |               |               |               |               |  |  |  |  |  |  |      |      |      |      |      |      |  |  |  |  |  |  | 위덕왕 昌     | 위덕왕 昌     | 위덕왕 昌     | 위덕왕 昌     | 위덕왕 昌     | 위덕왕 昌     |  |  |  |  |  |  | 혜왕 季   | 혜왕 季   | 혜왕 季   | 혜왕 季   | 혜왕 季   | 혜왕 季   |  |  |  |  |  |  | 소비 부여씨 小妃 扶餘氏 (신라 진흥왕 후궁) | 소비 부여씨 小妃 扶餘氏 (신라 진흥왕 후궁) | 소비 부여씨 小妃 扶餘氏 (신라 진흥왕 후궁) | 소비 부여씨 小妃 扶餘氏 (신라 진흥왕 후궁) | 소비 부여씨 小妃 扶餘氏 (신라 진흥왕 후궁) | 소비 부여씨 小妃 扶餘氏 (신라 진흥왕 후궁) |  |  |  |  |  |  | 부여씨      | 부여씨      | 부여씨      | 부여씨      | 부여씨      | 부여씨      |  |  |  |  |  |  |  |  |  |  |  |  |  |  |  |  |  |  |  |  |  |  |  |  |  |  |
|  |  |               |               |               |               |               |               |  |  |  |  |  |  |      |      |      |      |      |      |  |  |  |  |  |  | 위덕왕 昌     | 위덕왕 昌     | 위덕왕 昌     | 위덕왕 昌     | 위덕왕 昌     | 위덕왕 昌     |  |  |  |  |  |  | 혜왕 季   | 혜왕 季   | 혜왕 季   | 혜왕 季   | 혜왕 季   | 혜왕 季   |  |  |  |  |  |  | 소비 부여씨 小妃 扶餘氏 (신라 진흥왕 후궁) | 소비 부여씨 小妃 扶餘氏 (신라 진흥왕 후궁) | 소비 부여씨 小妃 扶餘氏 (신라 진흥왕 후궁) | 소비 부여씨 小妃 扶餘氏 (신라 진흥왕 후궁) | 소비 부여씨 小妃 扶餘氏 (신라 진흥왕 후궁) | 소비 부여씨 小妃 扶餘氏 (신라 진흥왕 후궁) |  |  |  |  |  |  | 부여씨      | 부여씨      | 부여씨      | 부여씨      | 부여씨      | 부여씨      |  |  |  |  |  |  |  |  |  |  |  |  |  |  |  |  |  |  |  |  |  |  |  |  |  |  |
|  |  |               |               |               |               |               |               |  |  |  |  |  |  |      |      |      |      |      |      |  |  |  |  |  |  |               |               |               |               |               |               |  |  |  |  |  |  |           |           |           |           |           |           |  |  |  |  |  |  |                                            |                                            |                                            |                                            |                                            |                                            |  |  |  |  |  |  |             |             |             |             |             |             |  |  |  |  |  |  |  |  |  |  |  |  |  |  |  |  |  |  |  |  |  |  |  |  |  |  |
|  |  | 아좌태자 阿佐 | 아좌태자 阿佐 | 아좌태자 阿佐 | 아좌태자 阿佐 | 아좌태자 阿佐 | 아좌태자 阿佐 |  |  |  |  |  |  | 조졸 | 조졸 | 조졸 | 조졸 | 조졸 | 조졸 |  |  |  |  |  |  | 임성태자 義照 | 임성태자 義照 | 임성태자 義照 | 임성태자 義照 | 임성태자 義照 | 임성태자 義照 |  |  |  |  |  |  | 효순 孝順 | 효순 孝順 | 효순 孝順 | 효순 孝順 | 효순 孝順 | 효순 孝順 |  |  |  |  |  |  |                                            |                                            |                                            |                                            |                                            |                                            |  |  |  |  |  |  | 목도왕 目圖 | 목도왕 目圖 | 목도왕 目圖 | 목도왕 目圖 | 목도왕 目圖 | 목도왕 目圖 |  |  |  |  |  |  |  |  |  |  |  |  |  |  |  |  |  |  |  |  |  |  |  |  |  |  |

## 대중 문화속에 나타나는 성왕
- 《서동요》(SBS, 2005년~2006년, 배우:안석환)
- 《제왕의 딸 수백향》(MBC, 2013년, 배우:조현재 김승준)
- 《한국사기》(KBS, 2017년~2017년, 배우:김호중
- 《명농전》(브릿G, 2020년~, 작가:이오)

## 같이 보기
- 관산성 전투
- 신라
  - 법흥왕 (514년 - 540년)
  - 진흥왕 (540년 - 576년)
- 고구려
  - 안장왕 (519년 - 531년)
  - 안원왕 (531년 - 545년)
  - 양원왕 (545년 - 559년)
- 가야
  - 구형왕 (521년~532 또는 562년
- 왜
  - 게이타이 천황 (507년~531년)
  - 안칸 천황 (531년~535년)
  - 센카 천황 (536년~539년)
  - 긴메이 천황 (539년~571년)